# 2014년 동계 올림픽 일본 선수단
2014년 동계 올림픽 일본 선수단은 러시아 소치 2014년 동계 올림픽에 참가했던 올림픽 일본 선수단이다.

## 메달 집계

### 종목별 메달 집계
| 종목 | 1 | 2 | 3 | 합계 |
| 합계 |   |   |   |      |